# Tour Colombia 2024
Tour Colombia 2024 var den 4. udgave af det colombianske landevejscykelløb. Løbet foregik i perioden 6. til 11. februar 2024. Løbet var en del af UCI America Tour 2024 og var i kategorien 2.1.
Den samlede vinder af løbet blev colombianske Rodrigo Contreras fra NU Colombia.

## Etaperne
| Etape    | Dato     | Start – Mål                   | type              | Afstand (km) | Elevation (m) | Etapevinder       | Førende rytter    |
| -------- | -------- | ----------------------------- | ----------------- | ------------ | ------------- | ----------------- | ----------------- |
| 1. etape | 6. feb.  | Paipa – Duitama               | flad etape        | 155,8        | 960 m         | Fernando Gaviria  | Fernando Gaviria  |
| 2. etape | 7. feb.  | Paipa – Santa Rosa de Viterbo | kuperet etape     | 168,6        | 2.305 m       | Harold Tejada     | Harold Tejada     |
| 3. etape | 8. feb.  | Tunja – Tunja                 | kuperet etape     | 141,9        | 1.694 m       | Alejandro Osorio  | Rodrigo Contreras |
| 4. etape | 9. feb.  | Paipa – Zipaquirá             | flad etape        | 181,8        | 2.033 m       | Mark Cavendish    | Rodrigo Contreras |
| 5. etape | 10. feb. | Cota – Alto del Vino          | middel bjergetape | 138,3        | 3.409 m       | Richard Carapaz   | Rodrigo Contreras |
| 6. etape | 11. feb. | Sopó – Bogotá                 | kuperet etape     | 138,7        | 1.949 m       | Jhonatan Restrepo | Rodrigo Contreras |

### 1. etape
| Paipa - Duitama | flad etape | (155,8 km) |

| \| Etaperesultat \| Etaperesultat \| Etaperesultat \| Etaperesultat \| Etaperesultat \| \| Rytter \| Rytter \| Hold \| Tid \| \| \| ------------- \| ------------------ \| --------------------------- \| ------------- \| ------------- \| \| 1. \| Fernando Gaviria \| Movistar Team \| 3t 11' 39" \| \| \| 2. \| Davide Persico \| Bingoal WB \| + 0" \| \| \| 3. \| Mark Cavendish \| Astana Qazaqstan Team \| + 0" \| \| \| 4. \| Nelson Soto \| Petrolike \| + 0" \| \| \| 5. \| Jhonatan Restrepo \| Colombia \| + 0" \| \| \| 6. \| Juan Diego Hoyos \| Team Sistecrédito \| + 0" \| \| \| 7. \| Andrea Piccolo \| EF Education-EasyPost \| + 0" \| \| \| 8. \| Niccolò Bonifazio \| Team Corratec-Vini Fantini \| + 0" \| \| \| 9. \| Christofer Jurado \| Panamá es Cultura y Valores \| + 0" \| \| \| 10. \| Franklin Archibold \| Panamá es Cultura y Valores \| + 0" \| \| |                    |                             |            |
| |                    |                             |            |
| Kilde: ProCyclingStats |                    |                             |            |
| Etaperesultat |                    |                             |            |
| Rytter | Rytter             | Hold                        | Tid        |
| 1. | Fernando Gaviria   | Movistar Team               | 3t 11' 39" |
| 2. | Davide Persico     | Bingoal WB                  | + 0"       |
| 3. | Mark Cavendish     | Astana Qazaqstan Team       | + 0"       |
| 4. | Nelson Soto        | Petrolike                   | + 0"       |
| 5. | Jhonatan Restrepo  | Colombia                    | + 0"       |
| 6. | Juan Diego Hoyos   | Team Sistecrédito           | + 0"       |
| 7. | Andrea Piccolo     | EF Education-EasyPost       | + 0"       |
| 8. | Niccolò Bonifazio  | Team Corratec-Vini Fantini  | + 0"       |
| 9. | Christofer Jurado  | Panamá es Cultura y Valores | + 0"       |
| 10. | Franklin Archibold | Panamá es Cultura y Valores | + 0"       |

| \| Samlede stilling \| Samlede stilling \| Samlede stilling \| Samlede stilling \| Samlede stilling \| \| Rytter \| Rytter \| Hold \| Tid \| \| \| ---------------- \| -------------------- \| ------------------------------- \| ---------------- \| ---------------- \| \| 1. \| Fernando Gaviria \| Movistar Team \| 3t 11' 29" \| \| \| 2. \| Davide Persico \| Bingoal WB \| + 4" \| \| \| 3. \| Mark Cavendish \| Astana Qazaqstan Team \| + 6" \| \| \| 4. \| David Santiago Gómez \| Team Sistecrédito \| + 6" \| \| \| 5. \| Lauro Chaman \| Swift Carbon Pro Cycling Brasil \| + 6" \| \| \| 6. \| Brayan Sánchez \| Team Medellín \| + 9" \| \| \| 7. \| Nelson Soto \| Petrolike \| + 10" \| \| \| 8. \| Jhonatan Restrepo \| Colombia \| + 10" \| \| \| 9. \| Juan Diego Hoyos \| Team Sistecrédito \| + 10" \| \| \| 10. \| Andrea Piccolo \| EF Education-EasyPost \| + 10" \| \| |                      |                                 |            |
| |                      |                                 |            |
| Kilde: ProCyclingStats |                      |                                 |            |
| Samlede stilling |                      |                                 |            |
| Rytter | Rytter               | Hold                            | Tid        |
| 1. | Fernando Gaviria     | Movistar Team                   | 3t 11' 29" |
| 2. | Davide Persico       | Bingoal WB                      | + 4"       |
| 3. | Mark Cavendish       | Astana Qazaqstan Team           | + 6"       |
| 4. | David Santiago Gómez | Team Sistecrédito               | + 6"       |
| 5. | Lauro Chaman         | Swift Carbon Pro Cycling Brasil | + 6"       |
| 6. | Brayan Sánchez       | Team Medellín                   | + 9"       |
| 7. | Nelson Soto          | Petrolike                       | + 10"      |
| 8. | Jhonatan Restrepo    | Colombia                        | + 10"      |
| 9. | Juan Diego Hoyos     | Team Sistecrédito               | + 10"      |
| 10. | Andrea Piccolo       | EF Education-EasyPost           | + 10"      |

### 2. etape
| Paipa - Santa Rosa de Viterbo | kuperet etape | (168,6 km) |

| \| Etaperesultat \| Etaperesultat \| Etaperesultat \| Etaperesultat \| Etaperesultat \| \| Rytter \| Rytter \| Hold \| Tid \| \| \| ------------- \| ---------------------- \| -------------------------------------- \| ------------- \| ------------- \| \| 1. \| Harold Tejada \| Astana Qazaqstan Team \| 4t 02' 07" \| \| \| 2. \| Andrea Piccolo \| EF Education-EasyPost \| + 0" \| \| \| 3. \| Óscar Sevilla \| Team Medellín \| + 0" \| \| \| 4. \| Rodrigo Contreras \| NU Colombia \| + 0" \| \| \| 5. \| Andrés Pinzon Villalba \| GW-Shimano \| + 0" \| \| \| 6. \| Robinson Chalapud \| Team Banco Guayaquil-Bianchi \| + 0" \| \| \| 7. \| Yeison Reyes \| Team Sistecrédito \| + 0" \| \| \| 8. \| César David Guavita \| Colombia Potencia de la Vida-Strongman \| + 0" \| \| \| 9. \| Harold Martín López \| Astana Qazaqstan Team \| + 23" \| \| \| 10. \| Brandon Rivera \| Colombia \| + 23" \| \| |                        |                                        |            |
| |                        |                                        |            |
| Kilde: ProCyclingStats |                        |                                        |            |
| Etaperesultat |                        |                                        |            |
| Rytter | Rytter                 | Hold                                   | Tid        |
| 1. | Harold Tejada          | Astana Qazaqstan Team                  | 4t 02' 07" |
| 2. | Andrea Piccolo         | EF Education-EasyPost                  | + 0"       |
| 3. | Óscar Sevilla          | Team Medellín                          | + 0"       |
| 4. | Rodrigo Contreras      | NU Colombia                            | + 0"       |
| 5. | Andrés Pinzon Villalba | GW-Shimano                             | + 0"       |
| 6. | Robinson Chalapud      | Team Banco Guayaquil-Bianchi           | + 0"       |
| 7. | Yeison Reyes           | Team Sistecrédito                      | + 0"       |
| 8. | César David Guavita    | Colombia Potencia de la Vida-Strongman | + 0"       |
| 9. | Harold Martín López    | Astana Qazaqstan Team                  | + 23"      |
| 10. | Brandon Rivera         | Colombia                               | + 23"      |

| \| Samlede stilling \| Samlede stilling \| Samlede stilling \| Samlede stilling \| Samlede stilling \| \| Rytter \| Rytter \| Hold \| Tid \| \| \| ---------------- \| ---------------------- \| -------------------------------------- \| ---------------- \| ---------------- \| \| 1. \| Harold Tejada \| Astana Qazaqstan Team \| 7t 13' 35" \| \| \| 2. \| Óscar Sevilla \| Team Medellín \| + 1" \| \| \| 3. \| Andrea Piccolo \| EF Education-EasyPost \| + 5" \| \| \| 4. \| Rodrigo Contreras \| NU Colombia \| + 11" \| \| \| 5. \| César David Guavita \| Colombia Potencia de la Vida-Strongman \| + 11" \| \| \| 6. \| Yeison Reyes \| Team Sistecrédito \| + 11" \| \| \| 7. \| Andrés Pinzon Villalba \| GW-Shimano \| + 11" \| \| \| 8. \| Robinson Chalapud \| Team Banco Guayaquil-Bianchi \| + 11" \| \| \| 9. \| Javier Jamaica \| Team Medellín \| + 30" \| \| \| 10. \| Cristian Camilo Muñoz \| NU Colombia \| + 32" \| \| |                        |                                        |            |
| |                        |                                        |            |
| Kilde: ProCyclingStats |                        |                                        |            |
| Samlede stilling |                        |                                        |            |
| Rytter | Rytter                 | Hold                                   | Tid        |
| 1. | Harold Tejada          | Astana Qazaqstan Team                  | 7t 13' 35" |
| 2. | Óscar Sevilla          | Team Medellín                          | + 1"       |
| 3. | Andrea Piccolo         | EF Education-EasyPost                  | + 5"       |
| 4. | Rodrigo Contreras      | NU Colombia                            | + 11"      |
| 5. | César David Guavita    | Colombia Potencia de la Vida-Strongman | + 11"      |
| 6. | Yeison Reyes           | Team Sistecrédito                      | + 11"      |
| 7. | Andrés Pinzon Villalba | GW-Shimano                             | + 11"      |
| 8. | Robinson Chalapud      | Team Banco Guayaquil-Bianchi           | + 11"      |
| 9. | Javier Jamaica         | Team Medellín                          | + 30"      |
| 10. | Cristian Camilo Muñoz  | NU Colombia                            | + 32"      |

### 3. etape
| Tunja - Tunja | kuperet etape | (141,9 km) |

| \| Etaperesultat \| Etaperesultat \| Etaperesultat \| Etaperesultat \| Etaperesultat \| \| Rytter \| Rytter \| Hold \| Tid \| \| \| ------------- \| ----------------- \| -------------------------- \| ------------- \| ------------- \| \| 1. \| Alejandro Osorio \| GW-Shimano \| 3t 20' 18" \| \| \| 2. \| Rodrigo Contreras \| NU Colombia \| + 0" \| \| \| 3. \| Rigoberto Urán \| EF Education-EasyPost \| + 1" \| \| \| 4. \| Jonathan Caicedo \| Petrolike \| + 1" \| \| \| 5. \| Egan Bernal \| Colombia \| + 1" \| \| \| 6. \| Iván Sosa \| Movistar Team \| + 1" \| \| \| 7. \| Adrián Bustamante \| GW-Shimano \| + 1" \| \| \| 8. \| Edgar Cadena \| Petrolike \| + 1" \| \| \| 9. \| Niccolò Bonifazio \| Team Corratec-Vini Fantini \| + 11" \| \| \| 10. \| Richard Carapaz \| EF Education-EasyPost \| + 11" \| \| |                   |                            |            |
| |                   |                            |            |
| Kilde: ProCyclingStats |                   |                            |            |
| Etaperesultat |                   |                            |            |
| Rytter | Rytter            | Hold                       | Tid        |
| 1. | Alejandro Osorio  | GW-Shimano                 | 3t 20' 18" |
| 2. | Rodrigo Contreras | NU Colombia                | + 0"       |
| 3. | Rigoberto Urán    | EF Education-EasyPost      | + 1"       |
| 4. | Jonathan Caicedo  | Petrolike                  | + 1"       |
| 5. | Egan Bernal       | Colombia                   | + 1"       |
| 6. | Iván Sosa         | Movistar Team              | + 1"       |
| 7. | Adrián Bustamante | GW-Shimano                 | + 1"       |
| 8. | Edgar Cadena      | Petrolike                  | + 1"       |
| 9. | Niccolò Bonifazio | Team Corratec-Vini Fantini | + 11"      |
| 10. | Richard Carapaz   | EF Education-EasyPost      | + 11"      |

| \| Samlede stilling \| Samlede stilling \| Samlede stilling \| Samlede stilling \| Samlede stilling \| \| Rytter \| Rytter \| Hold \| Tid \| \| \| ---------------- \| ---------------------- \| -------------------------------------- \| ---------------- \| ---------------- \| \| 1. \| Rodrigo Contreras \| NU Colombia \| 10t 33' 58" \| \| \| 2. \| Harold Tejada \| Astana Qazaqstan Team \| + 6" \| \| \| 3. \| Óscar Sevilla \| Team Medellín \| + 7" \| \| \| 4. \| Andrea Piccolo \| EF Education-EasyPost \| + 11" \| \| \| 5. \| César David Guavita \| Colombia Potencia de la Vida-Strongman \| + 17" \| \| \| 6. \| Yeison Reyes \| Team Sistecrédito \| + 17" \| \| \| 7. \| Andrés Pinzon Villalba \| GW-Shimano \| + 17" \| \| \| 8. \| Robinson Chalapud \| Team Banco Guayaquil-Bianchi \| + 17" \| \| \| 9. \| Alejandro Osorio \| GW-Shimano \| + 19" \| \| \| 10. \| Rigoberto Urán \| EF Education-EasyPost \| + 26" \| \| |                        |                                        |             |
| |                        |                                        |             |
| Kilde: ProCyclingStats |                        |                                        |             |
| Samlede stilling |                        |                                        |             |
| Rytter | Rytter                 | Hold                                   | Tid         |
| 1. | Rodrigo Contreras      | NU Colombia                            | 10t 33' 58" |
| 2. | Harold Tejada          | Astana Qazaqstan Team                  | + 6"        |
| 3. | Óscar Sevilla          | Team Medellín                          | + 7"        |
| 4. | Andrea Piccolo         | EF Education-EasyPost                  | + 11"       |
| 5. | César David Guavita    | Colombia Potencia de la Vida-Strongman | + 17"       |
| 6. | Yeison Reyes           | Team Sistecrédito                      | + 17"       |
| 7. | Andrés Pinzon Villalba | GW-Shimano                             | + 17"       |
| 8. | Robinson Chalapud      | Team Banco Guayaquil-Bianchi           | + 17"       |
| 9. | Alejandro Osorio       | GW-Shimano                             | + 19"       |
| 10. | Rigoberto Urán         | EF Education-EasyPost                  | + 26"       |

### 4. etape
| Paipa - Zipaquirá | flad etape | (181,8 km) |

| \| Etaperesultat \| Etaperesultat \| Etaperesultat \| Etaperesultat \| Etaperesultat \| \| Rytter \| Rytter \| Hold \| Tid \| \| \| ------------- \| ----------------- \| -------------------------------------- \| ------------- \| ------------- \| \| 1. \| Mark Cavendish \| Astana Qazaqstan Team \| 4t 03' 34" \| \| \| 2. \| Fernando Gaviria \| Movistar Team \| + 0" \| \| \| 3. \| Nelson Soto \| Petrolike \| + 0" \| \| \| 4. \| Cees Bol \| Astana Qazaqstan Team \| + 0" \| \| \| 5. \| Jhonatan Restrepo \| Colombia \| + 0" \| \| \| 6. \| Niccolò Bonifazio \| Team Corratec-Vini Fantini \| + 0" \| \| \| 7. \| Norman Vahtra \| Estland \| + 0" \| \| \| 8. \| Davide Persico \| Bingoal WB \| + 0" \| \| \| 9. \| Jhojan García \| Colombia Potencia de la Vida-Strongman \| + 0" \| \| \| 10. \| Andrea Piccolo \| EF Education-EasyPost \| + 0" \| \| |                   |                                        |            |
| |                   |                                        |            |
| Kilde: ProCyclingStats |                   |                                        |            |
| Etaperesultat |                   |                                        |            |
| Rytter | Rytter            | Hold                                   | Tid        |
| 1. | Mark Cavendish    | Astana Qazaqstan Team                  | 4t 03' 34" |
| 2. | Fernando Gaviria  | Movistar Team                          | + 0"       |
| 3. | Nelson Soto       | Petrolike                              | + 0"       |
| 4. | Cees Bol          | Astana Qazaqstan Team                  | + 0"       |
| 5. | Jhonatan Restrepo | Colombia                               | + 0"       |
| 6. | Niccolò Bonifazio | Team Corratec-Vini Fantini             | + 0"       |
| 7. | Norman Vahtra     | Estland                                | + 0"       |
| 8. | Davide Persico    | Bingoal WB                             | + 0"       |
| 9. | Jhojan García     | Colombia Potencia de la Vida-Strongman | + 0"       |
| 10. | Andrea Piccolo    | EF Education-EasyPost                  | + 0"       |

| \| Samlede stilling \| Samlede stilling \| Samlede stilling \| Samlede stilling \| Samlede stilling \| \| Rytter \| Rytter \| Hold \| Tid \| \| \| ---------------- \| ---------------------- \| -------------------------------------- \| ---------------- \| ---------------- \| \| 1. \| Rodrigo Contreras \| NU Colombia \| 14t 37' 32" \| \| \| 2. \| Harold Tejada \| Astana Qazaqstan Team \| + 4" \| \| \| 3. \| Andrea Piccolo \| EF Education-EasyPost \| + 11" \| \| \| 4. \| César David Guavita \| Colombia Potencia de la Vida-Strongman \| + 17" \| \| \| 5. \| Yeison Reyes \| Team Sistecrédito \| + 17" \| \| \| 6. \| Andrés Pinzon Villalba \| GW-Shimano \| + 17" \| \| \| 7. \| Robinson Chalapud \| Team Banco Guayaquil-Bianchi \| + 17" \| \| \| 8. \| Alejandro Osorio \| GW-Shimano \| + 19" \| \| \| 9. \| Rigoberto Urán \| EF Education-EasyPost \| + 26" \| \| \| 10. \| Jonathan Caicedo \| Petrolike \| + 30" \| \| |                        |                                        |             |
| |                        |                                        |             |
| Kilde: ProCyclingStats |                        |                                        |             |
| Samlede stilling |                        |                                        |             |
| Rytter | Rytter                 | Hold                                   | Tid         |
| 1. | Rodrigo Contreras      | NU Colombia                            | 14t 37' 32" |
| 2. | Harold Tejada          | Astana Qazaqstan Team                  | + 4"        |
| 3. | Andrea Piccolo         | EF Education-EasyPost                  | + 11"       |
| 4. | César David Guavita    | Colombia Potencia de la Vida-Strongman | + 17"       |
| 5. | Yeison Reyes           | Team Sistecrédito                      | + 17"       |
| 6. | Andrés Pinzon Villalba | GW-Shimano                             | + 17"       |
| 7. | Robinson Chalapud      | Team Banco Guayaquil-Bianchi           | + 17"       |
| 8. | Alejandro Osorio       | GW-Shimano                             | + 19"       |
| 9. | Rigoberto Urán         | EF Education-EasyPost                  | + 26"       |
| 10. | Jonathan Caicedo       | Petrolike                              | + 30"       |

### 5. etape
| Cota - Alto del Vino | middel bjergetape | (138,3 km) |

| \| Etaperesultat \| Etaperesultat \| Etaperesultat \| Etaperesultat \| Etaperesultat \| \| Rytter \| Rytter \| Hold \| Tid \| \| \| ------------- \| ------------------------------ \| --------------------- \| ------------- \| ------------- \| \| 1. \| Richard Carapaz \| EF Education-EasyPost \| 3t 34' 19" \| \| \| 2. \| Jonathan Caicedo \| Petrolike \| + 13" \| \| \| 3. \| Rodrigo Contreras \| NU Colombia \| + 17" \| \| \| 4. \| Egan Bernal \| Colombia \| + 33" \| \| \| 5. \| Rigoberto Urán \| EF Education-EasyPost \| + 35" \| \| \| 6. \| Iván Sosa \| Movistar Team \| + 37" \| \| \| 7. \| Esteban Chaves \| EF Education-EasyPost \| + 1' 02" \| \| \| 8. \| Daniel Alejandro Méndez Noreña \| NU Colombia \| + 1' 25" \| \| \| 9. \| Harold Tejada \| Astana Qazaqstan Team \| + 1' 36" \| \| \| 10. \| José Ramon Muñiz \| Petrolike \| + 1' 54" \| \| |                                |                       |            |
| |                                |                       |            |
| Kilde: ProCyclingStats |                                |                       |            |
| Etaperesultat |                                |                       |            |
| Rytter | Rytter                         | Hold                  | Tid        |
| 1. | Richard Carapaz                | EF Education-EasyPost | 3t 34' 19" |
| 2. | Jonathan Caicedo               | Petrolike             | + 13"      |
| 3. | Rodrigo Contreras              | NU Colombia           | + 17"      |
| 4. | Egan Bernal                    | Colombia              | + 33"      |
| 5. | Rigoberto Urán                 | EF Education-EasyPost | + 35"      |
| 6. | Iván Sosa                      | Movistar Team         | + 37"      |
| 7. | Esteban Chaves                 | EF Education-EasyPost | + 1' 02"   |
| 8. | Daniel Alejandro Méndez Noreña | NU Colombia           | + 1' 25"   |
| 9. | Harold Tejada                  | Astana Qazaqstan Team | + 1' 36"   |
| 10. | José Ramon Muñiz               | Petrolike             | + 1' 54"   |

| \| Samlede stilling \| Samlede stilling \| Samlede stilling \| Samlede stilling \| Samlede stilling \| \| Rytter \| Rytter \| Hold \| Tid \| \| \| ---------------- \| ------------------------------ \| --------------------- \| ---------------- \| ---------------- \| \| 1. \| Rodrigo Contreras \| NU Colombia \| 18t 12' 04" \| \| \| 2. \| Richard Carapaz \| EF Education-EasyPost \| + 17" \| \| \| 3. \| Jonathan Caicedo \| Petrolike \| + 24" \| \| \| 4. \| Rigoberto Urán \| EF Education-EasyPost \| + 48" \| \| \| 5. \| Egan Bernal \| Colombia \| + 50" \| \| \| 6. \| Harold Tejada \| Astana Qazaqstan Team \| + 1' 27" \| \| \| 7. \| Esteban Chaves \| EF Education-EasyPost \| + 1' 29" \| \| \| 8. \| Iván Sosa \| Movistar Team \| + 1' 31" \| \| \| 9. \| Daniel Alejandro Méndez Noreña \| NU Colombia \| + 1' 52" \| \| \| 10. \| José Ramon Muñiz \| Petrolike \| + 2' 36" \| \| |                                |                       |             |
| |                                |                       |             |
| Kilde: ProCyclingStats |                                |                       |             |
| Samlede stilling |                                |                       |             |
| Rytter | Rytter                         | Hold                  | Tid         |
| 1. | Rodrigo Contreras              | NU Colombia           | 18t 12' 04" |
| 2. | Richard Carapaz                | EF Education-EasyPost | + 17"       |
| 3. | Jonathan Caicedo               | Petrolike             | + 24"       |
| 4. | Rigoberto Urán                 | EF Education-EasyPost | + 48"       |
| 5. | Egan Bernal                    | Colombia              | + 50"       |
| 6. | Harold Tejada                  | Astana Qazaqstan Team | + 1' 27"    |
| 7. | Esteban Chaves                 | EF Education-EasyPost | + 1' 29"    |
| 8. | Iván Sosa                      | Movistar Team         | + 1' 31"    |
| 9. | Daniel Alejandro Méndez Noreña | NU Colombia           | + 1' 52"    |
| 10. | José Ramon Muñiz               | Petrolike             | + 2' 36"    |

### 6. etape
| Sopó - Bogotá | kuperet etape | (138,7 km) |

| \| Etaperesultat \| Etaperesultat \| Etaperesultat \| Etaperesultat \| Etaperesultat \| \| Rytter \| Rytter \| Hold \| Tid \| \| \| ------------- \| ------------------- \| -------------------------- \| ------------- \| ------------- \| \| 1. \| Jhonatan Restrepo \| Colombia \| 3t 06' 24" \| \| \| 2. \| Richard Carapaz \| EF Education-EasyPost \| + 0" \| \| \| 3. \| Alejandro Osorio \| GW-Shimano \| + 0" \| \| \| 4. \| Jonathan Caicedo \| Petrolike \| + 0" \| \| \| 5. \| Harold Tejada \| Astana Qazaqstan Team \| + 0" \| \| \| 6. \| Harold Martín López \| Astana Qazaqstan Team \| + 0" \| \| \| 7. \| Yeison Reyes \| Team Sistecrédito \| + 0" \| \| \| 8. \| Rodrigo Contreras \| NU Colombia \| + 0" \| \| \| 9. \| Rigoberto Urán \| EF Education-EasyPost \| + 0" \| \| \| 10. \| Giulio Masotto \| Team Corratec-Vini Fantini \| + 0" \| \| |                     |                            |            |
| |                     |                            |            |
| Kilde: ProCyclingStats |                     |                            |            |
| Etaperesultat |                     |                            |            |
| Rytter | Rytter              | Hold                       | Tid        |
| 1. | Jhonatan Restrepo   | Colombia                   | 3t 06' 24" |
| 2. | Richard Carapaz     | EF Education-EasyPost      | + 0"       |
| 3. | Alejandro Osorio    | GW-Shimano                 | + 0"       |
| 4. | Jonathan Caicedo    | Petrolike                  | + 0"       |
| 5. | Harold Tejada       | Astana Qazaqstan Team      | + 0"       |
| 6. | Harold Martín López | Astana Qazaqstan Team      | + 0"       |
| 7. | Yeison Reyes        | Team Sistecrédito          | + 0"       |
| 8. | Rodrigo Contreras   | NU Colombia                | + 0"       |
| 9. | Rigoberto Urán      | EF Education-EasyPost      | + 0"       |
| 10. | Giulio Masotto      | Team Corratec-Vini Fantini | + 0"       |

## Trøjernes fordeling gennem løbet
| Etape    |                   | Vinder _          | Samlede stilling  | Pointtrøje        | Bjergtrøje      | Ungdomstrøje        | Indlagt spurt        | Holdkonkurrence       |
| -------- | ----------------- | ----------------- | ----------------- | ----------------- | --------------- | ------------------- | -------------------- | --------------------- |
| 1. etape | flad etape        | Fernando Gaviria  | Fernando Gaviria  | Fernando Gaviria  | ikke uddelt     | José Ramon Muñiz    | David Santiago Gómez | Movistar Team         |
| 2. etape | kuperet etape     | Harold Tejada     | Harold Tejada     | Andrea Piccolo    | Yeison Reyes    | César David Guavita | David Santiago Gómez | Astana Qazaqstan Team |
| 3. etape | kuperet etape     | Alejandro Osorio  | Rodrigo Contreras | Rodrigo Contreras | Yeison Reyes    | César David Guavita | David Santiago Gómez | GW Erco Shimano       |
| 4. etape | flad etape        | Mark Cavendish    | Rodrigo Contreras | Fernando Gaviria  | Yeison Reyes    | César David Guavita | David Santiago Gómez | GW Erco Shimano       |
| 5. etape | middel bjergetape | Richard Carapaz   | Rodrigo Contreras | Rodrigo Contreras | Richard Carapaz | José Ramon Muñiz    | David Santiago Gómez | EF Education-EasyPost |
| 6. etape | kuperet etape     | Jhonatan Restrepo | Rodrigo Contreras | Richard Carapaz   | Richard Carapaz | José Ramon Muñiz    | David Santiago Gómez | EF Education-EasyPost |
| Samlet   | Samlet            |                   | Rodrigo Contreras | Richard Carapaz   | Richard Carapaz | José Ramon Muñiz    | David Santiago Gómez | EF Education-EasyPost |

## Resultater
| \| Samlede stilling \| Samlede stilling \| Samlede stilling \| Samlede stilling \| Samlede stilling \| \| Rytter \| Rytter \| Hold \| Tid \| \| \| ---------------- \| ------------------------------ \| --------------------- \| ---------------- \| ---------------- \| \| 1. \| Rodrigo Contreras \| NU Colombia \| 21t 18' 26" \| \| \| 2. \| Richard Carapaz \| EF Education-EasyPost \| + 6" \| \| \| 3. \| Jonathan Caicedo \| Petrolike \| + 26" \| \| \| 4. \| Rigoberto Urán \| EF Education-EasyPost \| + 50" \| \| \| 5. \| Egan Bernal \| Colombia \| + 1' 01" \| \| \| 6. \| Harold Tejada \| Astana Qazaqstan Team \| + 1' 26" \| \| \| 7. \| Iván Sosa \| Movistar Team \| + 1' 33" \| \| \| 8. \| Esteban Chaves \| EF Education-EasyPost \| + 1' 46" \| \| \| 9. \| Daniel Alejandro Méndez Noreña \| NU Colombia \| + 1' 54" \| \| \| 10. \| Yeison Reyes \| Team Sistecrédito \| + 2' 52" \| \| |                                |                       |             |
| |                                |                       |             |
| Kilde: ProCyclingStats |                                |                       |             |
| Samlede stilling |                                |                       |             |
| Rytter | Rytter                         | Hold                  | Tid         |
| 1. | Rodrigo Contreras              | NU Colombia           | 21t 18' 26" |
| 2. | Richard Carapaz                | EF Education-EasyPost | + 6"        |
| 3. | Jonathan Caicedo               | Petrolike             | + 26"       |
| 4. | Rigoberto Urán                 | EF Education-EasyPost | + 50"       |
| 5. | Egan Bernal                    | Colombia              | + 1' 01"    |
| 6. | Harold Tejada                  | Astana Qazaqstan Team | + 1' 26"    |
| 7. | Iván Sosa                      | Movistar Team         | + 1' 33"    |
| 8. | Esteban Chaves                 | EF Education-EasyPost | + 1' 46"    |
| 9. | Daniel Alejandro Méndez Noreña | NU Colombia           | + 1' 54"    |
| 10. | Yeison Reyes                   | Team Sistecrédito     | + 2' 52"    |

| Samlede stilling | Samlede stilling               | Samlede stilling      | Samlede stilling | Samlede stilling |
| Rytter           | Rytter                         | Hold                  | Tid              |                  |
| ---------------- | ------------------------------ | --------------------- | ---------------- | ---------------- |
| 1.               | Rodrigo Contreras              | NU Colombia           | 21t 18' 26"      |                  |
| 2.               | Richard Carapaz                | EF Education-EasyPost | + 6"             |                  |
| 3.               | Jonathan Caicedo               | Petrolike             | + 26"            |                  |
| 4.               | Rigoberto Urán                 | EF Education-EasyPost | + 50"            |                  |
| 5.               | Egan Bernal                    | Colombia              | + 1' 01"         |                  |
| 6.               | Harold Tejada                  | Astana Qazaqstan Team | + 1' 26"         |                  |
| 7.               | Iván Sosa                      | Movistar Team         | + 1' 33"         |                  |
| 8.               | Esteban Chaves                 | EF Education-EasyPost | + 1' 46"         |                  |
| 9.               | Daniel Alejandro Méndez Noreña | NU Colombia           | + 1' 54"         |                  |
| 10.              | Yeison Reyes                   | Team Sistecrédito     | + 2' 52"         |                  |

| Pointkonkurrence | Pointkonkurrence     | Pointkonkurrence      | Pointkonkurrence | Pointkonkurrence |
| Rytter           | Rytter               | Hold                  | Point            |                  |
| ---------------- | -------------------- | --------------------- | ---------------- | ---------------- |
| 1.               | Richard Carapaz      | EF Education-EasyPost | 36 point         |                  |
| 2.               | Rodrigo Contreras    | NU Colombia           | 36 point         |                  |
| 3.               | Harold Tejada        | Astana Qazaqstan Team | 31 point         |                  |
| 4.               | Jhonatan Restrepo    | Colombia              | 29 point         |                  |
| 5.               | Jonathan Caicedo     | Petrolike             | 28 point         |                  |
| 6.               | Fernando Gaviria     | Movistar Team         | 27 point         |                  |
| 7.               | Alejandro Osorio     | GW-Shimano            | 25 point         |                  |
| 8.               | Mark Cavendish       | Astana Qazaqstan Team | 25 point         |                  |
| 9.               | David Santiago Gómez | Team Sistecrédito     | 23 point         |                  |
| 10.              | Rigoberto Urán       | EF Education-EasyPost | 20 point         |                  |

| Pointkonkurrence | Pointkonkurrence     | Pointkonkurrence      | Pointkonkurrence | Pointkonkurrence |
| Rytter           | Rytter               | Hold                  | Point            |                  |
| ---------------- | -------------------- | --------------------- | ---------------- | ---------------- |
| 1.               | Richard Carapaz      | EF Education-EasyPost | 36 point         |                  |
| 2.               | Rodrigo Contreras    | NU Colombia           | 36 point         |                  |
| 3.               | Harold Tejada        | Astana Qazaqstan Team | 31 point         |                  |
| 4.               | Jhonatan Restrepo    | Colombia              | 29 point         |                  |
| 5.               | Jonathan Caicedo     | Petrolike             | 28 point         |                  |
| 6.               | Fernando Gaviria     | Movistar Team         | 27 point         |                  |
| 7.               | Alejandro Osorio     | GW-Shimano            | 25 point         |                  |
| 8.               | Mark Cavendish       | Astana Qazaqstan Team | 25 point         |                  |
| 9.               | David Santiago Gómez | Team Sistecrédito     | 23 point         |                  |
| 10.              | Rigoberto Urán       | EF Education-EasyPost | 20 point         |                  |

| Bjergkonkurrence | Bjergkonkurrence               | Bjergkonkurrence             | Bjergkonkurrence | Bjergkonkurrence |
| Rytter           | Rytter                         | Hold                         | Point            |                  |
| ---------------- | ------------------------------ | ---------------------------- | ---------------- | ---------------- |
| 1.               | Richard Carapaz                | EF Education-EasyPost        | 15 point         |                  |
| 2.               | Jonathan Caicedo               | Petrolike                    | 13 point         |                  |
| 3.               | Rodrigo Contreras              | NU Colombia                  | 12 point         |                  |
| 4.               | Egan Bernal                    | Colombia                     | 8 point          |                  |
| 5.               | Yeison Reyes                   | Team Sistecrédito            | 7 point          |                  |
| 6.               | Rigoberto Urán                 | EF Education-EasyPost        | 6 point          |                  |
| 7.               | Daniel Alejandro Méndez Noreña | NU Colombia                  | 5 point          |                  |
| 8.               | Iván Sosa                      | Movistar Team                | 4 point          |                  |
| 9.               | Danny Osorio                   | Orgullo Paisa                | 3 point          |                  |
| 10.              | Wilson Haro                    | Team Banco Guayaquil-Bianchi | 3 point          |                  |

| Bjergkonkurrence | Bjergkonkurrence               | Bjergkonkurrence             | Bjergkonkurrence | Bjergkonkurrence |
| Rytter           | Rytter                         | Hold                         | Point            |                  |
| ---------------- | ------------------------------ | ---------------------------- | ---------------- | ---------------- |
| 1.               | Richard Carapaz                | EF Education-EasyPost        | 15 point         |                  |
| 2.               | Jonathan Caicedo               | Petrolike                    | 13 point         |                  |
| 3.               | Rodrigo Contreras              | NU Colombia                  | 12 point         |                  |
| 4.               | Egan Bernal                    | Colombia                     | 8 point          |                  |
| 5.               | Yeison Reyes                   | Team Sistecrédito            | 7 point          |                  |
| 6.               | Rigoberto Urán                 | EF Education-EasyPost        | 6 point          |                  |
| 7.               | Daniel Alejandro Méndez Noreña | NU Colombia                  | 5 point          |                  |
| 8.               | Iván Sosa                      | Movistar Team                | 4 point          |                  |
| 9.               | Danny Osorio                   | Orgullo Paisa                | 3 point          |                  |
| 10.              | Wilson Haro                    | Team Banco Guayaquil-Bianchi | 3 point          |                  |

| Sprintkonkurrence | Sprintkonkurrence    | Sprintkonkurrence               | Sprintkonkurrence | Sprintkonkurrence |
| Rytter            | Rytter               | Hold                            | Point             |                   |
| ----------------- | -------------------- | ------------------------------- | ----------------- | ----------------- |
| 1.                | David Santiago Gómez | Team Sistecrédito               | 23 point          |                   |
| 2.                | Richard Carapaz      | EF Education-EasyPost           | 7 point           |                   |
| 3.                | Bernardo Suaza       | Petrolike                       | 7 point           |                   |
| 4.                | Aleksej Lutsenko     | Astana Qazaqstan Team           | 6 point           |                   |
| 5.                | Lauro Chaman         | Swift Carbon Pro Cycling Brasil | 6 point           |                   |
| 6.                | Harold Tejada        | Astana Qazaqstan Team           | 6 point           |                   |
| 7.                | Javier Jamaica       | Team Medellín                   | 4 point           |                   |
| 8.                | Wilson Haro          | Team Banco Guayaquil-Bianchi    | 4 point           |                   |
| 9.                | Rait Ärm             | Estland                         | 4 point           |                   |
| 10.               | Brandon Rojas Vega   | GW-Shimano                      | 3 point           |                   |

| Sprintkonkurrence | Sprintkonkurrence    | Sprintkonkurrence               | Sprintkonkurrence | Sprintkonkurrence |
| Rytter            | Rytter               | Hold                            | Point             |                   |
| ----------------- | -------------------- | ------------------------------- | ----------------- | ----------------- |
| 1.                | David Santiago Gómez | Team Sistecrédito               | 23 point          |                   |
| 2.                | Richard Carapaz      | EF Education-EasyPost           | 7 point           |                   |
| 3.                | Bernardo Suaza       | Petrolike                       | 7 point           |                   |
| 4.                | Aleksej Lutsenko     | Astana Qazaqstan Team           | 6 point           |                   |
| 5.                | Lauro Chaman         | Swift Carbon Pro Cycling Brasil | 6 point           |                   |
| 6.                | Harold Tejada        | Astana Qazaqstan Team           | 6 point           |                   |
| 7.                | Javier Jamaica       | Team Medellín                   | 4 point           |                   |
| 8.                | Wilson Haro          | Team Banco Guayaquil-Bianchi    | 4 point           |                   |
| 9.                | Rait Ärm             | Estland                         | 4 point           |                   |
| 10.               | Brandon Rojas Vega   | GW-Shimano                      | 3 point           |                   |

| Ungdomskonkurrence | Ungdomskonkurrence    | Ungdomskonkurrence                     | Ungdomskonkurrence | Ungdomskonkurrence |
| Rytter             | Rytter                | Hold                                   | Tid                |                    |
| ------------------ | --------------------- | -------------------------------------- | ------------------ | ------------------ |
| 1.                 | José Ramon Muñiz      | Petrolike                              | 21t 25' 22"        |                    |
| 2.                 | Brandon Rojas Vega    | GW-Shimano                             | + 59"              |                    |
| 3.                 | Diego Pescador        | GW-Shimano                             | + 4' 48"           |                    |
| 4.                 | César David Guavita   | Colombia Potencia de la Vida-Strongman | + 18' 41"          |                    |
| 5.                 | Hugo Rodriguez        | Colombia                               | + 31' 11"          |                    |
| 6.                 | Freddy Ávila Avendaño | Colombia Potencia de la Vida-Strongman | + 34' 01"          |                    |
| 7.                 | Cesar Paulo Pantoja   | Orgullo Paisa                          | + 35' 16"          |                    |
| 8.                 | Michiel Lambrecht     | Bingoal WB Devo Team                   | + 35' 30"          |                    |
| 9.                 | Iván Arturo Ojeda     | Colombia Potencia de la Vida-Strongman | + 37' 41"          |                    |
| 10.                | Franklin Revelo       | Team Saitel                            | + 42' 06"          |                    |

| Ungdomskonkurrence | Ungdomskonkurrence    | Ungdomskonkurrence                     | Ungdomskonkurrence | Ungdomskonkurrence |
| Rytter             | Rytter                | Hold                                   | Tid                |                    |
| ------------------ | --------------------- | -------------------------------------- | ------------------ | ------------------ |
| 1.                 | José Ramon Muñiz      | Petrolike                              | 21t 25' 22"        |                    |
| 2.                 | Brandon Rojas Vega    | GW-Shimano                             | + 59"              |                    |
| 3.                 | Diego Pescador        | GW-Shimano                             | + 4' 48"           |                    |
| 4.                 | César David Guavita   | Colombia Potencia de la Vida-Strongman | + 18' 41"          |                    |
| 5.                 | Hugo Rodriguez        | Colombia                               | + 31' 11"          |                    |
| 6.                 | Freddy Ávila Avendaño | Colombia Potencia de la Vida-Strongman | + 34' 01"          |                    |
| 7.                 | Cesar Paulo Pantoja   | Orgullo Paisa                          | + 35' 16"          |                    |
| 8.                 | Michiel Lambrecht     | Bingoal WB Devo Team                   | + 35' 30"          |                    |
| 9.                 | Iván Arturo Ojeda     | Colombia Potencia de la Vida-Strongman | + 37' 41"          |                    |
| 10.                | Franklin Revelo       | Team Saitel                            | + 42' 06"          |                    |

| Holdkonkurrence | Holdkonkurrence                        | Holdkonkurrence | Holdkonkurrence |
| Hold            | Hold                                   | Tid             |                 |
| --------------- | -------------------------------------- | --------------- | --------------- |
| 1.              | EF Education-EasyPost                  | 63t 58' 04"     |                 |
| 2.              | NU Colombia                            | + 4' 53"        |                 |
| 3.              | Colombia                               | + 14' 16"       |                 |
| 4.              | Petrolike                              | + 15' 58"       |                 |
| 5.              | Astana Qazaqstan Team                  | + 16' 59"       |                 |
| 6.              | Team Sistecrédito                      | + 20' 08"       |                 |
| 7.              | GW Erco Shimano                        | + 21' 19"       |                 |
| 8.              | Movistar Team                          | + 22' 48"       |                 |
| 9.              | Medellín-EPM                           | + 47' 46"       |                 |
| 10.             | Colombia Potencia de la Vida-Strongman | + 1t 04' 06"    |                 |

| Holdkonkurrence | Holdkonkurrence                        | Holdkonkurrence | Holdkonkurrence |
| Hold            | Hold                                   | Tid             |                 |
| --------------- | -------------------------------------- | --------------- | --------------- |
| 1.              | EF Education-EasyPost                  | 63t 58' 04"     |                 |
| 2.              | NU Colombia                            | + 4' 53"        |                 |
| 3.              | Colombia                               | + 14' 16"       |                 |
| 4.              | Petrolike                              | + 15' 58"       |                 |
| 5.              | Astana Qazaqstan Team                  | + 16' 59"       |                 |
| 6.              | Team Sistecrédito                      | + 20' 08"       |                 |
| 7.              | GW Erco Shimano                        | + 21' 19"       |                 |
| 8.              | Movistar Team                          | + 22' 48"       |                 |
| 9.              | Medellín-EPM                           | + 47' 46"       |                 |
| 10.             | Colombia Potencia de la Vida-Strongman | + 1t 04' 06"    |                 |

## Hold og ryttere
| UCI WorldTeams (3)- Astana Qazaqstan Team - EF Education-EasyPost - Movistar Team UCI ProTeams (2)- Bingoal WB - Corratec-Vini Fantini UCI Kontinentalhold (14)- GW Erco Shimano - Medellín-EPM - Orgullo Paisa - NU Colombia - Team Sistecrédito - Petrolike - Universe Cycling Team - Team Banco Guayaquil - Canel's-Java - Swift Carbon Pro Cycling Brasil - Panamá es Cultura y Valores - Colombia Potencia de la Vida-Strongman - Sidi Ali-Unlock Team - Team Saitel Landshold (5)- Colombia - Brasilien - Estland - Ecuador - Venezuela |
| |

### Danske ryttere
| Danske ryttere på startlisten |                |                       |           |
| Rygnummer                     | Rytter         | Hold                  | Placering |
| 25                            | Michael Mørkøv | Astana Qazaqstan Team | DNF-5     |

* DNF = gennemførte ikke

### Startliste
| Movistar Team MOV | Movistar Team MOV           | Movistar Team MOV |
| ----------------- | --------------------------- | ----------------- |
| Nr.               | Rytter                      | Placering         |
| 1                 | Nairo Quintana (COL)        | 21.               |
| 2                 | Fernando Gaviria (COL)      | 108.              |
| 3                 | Vinicius Rangel Costa (BRA) | 31.               |
| 4                 | Sergio Samitier (ESP)       | 83.               |
| 5                 | Iván Sosa (COL)             | 7.                |
| 6                 | Albert Torres (ESP)         | 87.               |

| EF Education-EasyPost EFE | EF Education-EasyPost EFE        | EF Education-EasyPost EFE |
| ------------------------- | -------------------------------- | ------------------------- |
| Nr.                       | Rytter                           | Placering                 |
| 11                        | Rigoberto Urán (COL)             | 4.                        |
| 12                        | Richard Carapaz (ECU)            | 2.                        |
| 14                        | Jefferson Alexander Cepeda (ECU) | 11.                       |
| 15                        | Esteban Chaves (COL)             | 8.                        |
| 16                        | Andrea Piccolo (ITA)             | 41.                       |

| Astana Qazaqstan Team AST | Astana Qazaqstan Team AST         | Astana Qazaqstan Team AST |
| ------------------------- | --------------------------------- | ------------------------- |
| Nr.                       | Rytter                            | Placering                 |
| 21                        | Mark Cavendish (GBR)              | 121.                      |
| 22                        | Cees Bol (NED)                    | 79.                       |
| 23                        | Harold Martín López (ECU)         | 18.                       |
| 24                        | Aleksej Lutsenko (KAZ) (landevej) | 29.                       |
| 25                        | Michael Mørkøv (DEN)              | DNF-5                     |
| 26                        | Harold Tejada (COL)               | 6.                        |

| Bingoal WB BWB | Bingoal WB BWB            | Bingoal WB BWB |
| -------------- | ------------------------- | -------------- |
| Nr.            | Rytter                    | Placering      |
| 31             | Davide Persico (ITA)      | 102.           |
| 32             | Dimitri Peyskens (BEL)    | 55.            |
| 33             | Lennert Teugels (BEL)     | 63.            |
| 34             | Aaron Van der Beken (BEL) | 27.            |
| 35             | Michiel Lambrecht (BEL)   | 65.            |
| 36             | Milan Lanhove (BEL)       | 99.            |

| Team Corratec-Vini Fantini COR | Team Corratec-Vini Fantini COR | Team Corratec-Vini Fantini COR |
| ------------------------------ | ------------------------------ | ------------------------------ |
| Nr.                            | Rytter                         | Placering                      |
| 41                             | Niccolò Bonifazio (ITA)        | 44.                            |
| 42                             | Davide Baldaccini (ITA)        | 69.                            |
| 43                             | Lorenzo Quartucci (ITA)        | 82.                            |
| 44                             | Attilio Viviani (ITA)          | 109.                           |
| 45                             | Giulio Masotto (ITA)           | 110.                           |
| 46                             | Mark Stewart (GBR)             | 96.                            |

| Team Medellín MED | Team Medellín MED    | Team Medellín MED |
| ----------------- | -------------------- | ----------------- |
| Nr.               | Rytter               | Placering         |
| 51                | Óscar Sevilla (ESP)  | DNS-4             |
| 52                | Brayan Sánchez (COL) | DNF-5             |
| 53                | Fabio Duarte (COL)   | 53.               |
| 54                | Javier Jamaica (COL) | 12.               |
| 55                | Wilmar Paredes (COL) | 22.               |
| 56                | Julián Cardona (COL) | 58.               |

| Team Banco Guayaquil-Bianchi BGB | Team Banco Guayaquil-Bianchi BGB | Team Banco Guayaquil-Bianchi BGB |
| -------------------------------- | -------------------------------- | -------------------------------- |
| Nr.                              | Rytter                           | Placering                        |
| 61                               | Aldemar Reyes (COL)              | 13.                              |
| 62                               | Robinson Chalapud (COL)          | 42.                              |
| 63                               | Cristian Pita (ECU)              | 106.                             |
| 64                               | David Caicedo (ECU)              | 97.                              |
| 65                               | Alexis Quinteros (ECU)           | 59.                              |
| 66                               | Miguel Flórez López (COL)        | 73.                              |

| Universe Cycling Team UNI | Universe Cycling Team UNI | Universe Cycling Team UNI |
| ------------------------- | ------------------------- | ------------------------- |
| Nr.                       | Rytter                    | Placering                 |
| 71                        | Lars Quaedvlieg (NED)     | 62.                       |
| 72                        | Bart Buijk (NED)          | DNF-4                     |
| 73                        | Kenny Nijssen (NED)       | 45.                       |
| 74                        | Tom Wijfje (NED)          | HD-4                      |
| 75                        | Jip Steman (NED)          | 60.                       |
| 76                        | Rick Nobel (NED)          | 118.                      |

| Canel's-Java CAJ | Canel's-Java CAJ      | Canel's-Java CAJ |
| ---------------- | --------------------- | ---------------- |
| Nr.              | Rytter                | Placering        |
| 81               | Heiner Parra (COL)    | 38.              |
| 82               | Efrén Santos (MEX)    | 57.              |
| 83               | Pablo Alarcón (CHI)   | 103.             |
| 84               | Kevin Jiménez (MEX)   | 84.              |
| 85               | Ignacio Prado (MEX)   | 93.              |
| 86               | Cormac McGeough (IRL) | 112.             |

| Panamá es Cultura y Valores PCV | Panamá es Cultura y Valores PCV | Panamá es Cultura y Valores PCV |
| ------------------------------- | ------------------------------- | ------------------------------- |
| Nr.                             | Rytter                          | Placering                       |
| 91                              | Christofer Jurado (PAN)         | 80.                             |
| 92                              | Franklin Archibold (PAN)        | 75.                             |
| 93                              | Bolivar Espinosa (PAN)          | 111.                            |
| 94                              | Randish Abdul Lorenzo (PAN)     | 115.                            |
| 95                              | Alex Strah (PAN)                | -6                              |
| 96                              | Hassan Felipe Chan (PAN)        | 117.                            |

| Petrolike PTL | Petrolike PTL          | Petrolike PTL |
| ------------- | ---------------------- | ------------- |
| Nr.           | Rytter                 | Placering     |
| 101           | Jonathan Caicedo (ECU) | 3.            |
| 102           | Diego Camargo (COL)    | 34.           |
| 103           | Nelson Soto (COL)      | 95.           |
| 104           | José Ramon Muñiz (MEX) | 15.           |
| 105           | Edgar Cadena (MEX)     | 24.           |
| 106           | Bernardo Suaza (COL)   | 67.           |

| Swift Carbon Pro Cycling Brasil SCP | Swift Carbon Pro Cycling Brasil SCP | Swift Carbon Pro Cycling Brasil SCP |
| ----------------------------------- | ----------------------------------- | ----------------------------------- |
| Nr.                                 | Rytter                              | Placering                           |
| 111                                 | Laureano Rosas (ARG)                | 85.                                 |
| 112                                 | Lauro Chaman (BRA)                  | 114.                                |
| 113                                 | Maicke Monteiro (BRA)               | DNF-2                               |
| 114                                 | Alessandro Guimarães (BRA)          | 125.                                |
| 115                                 | João Pedro Rossi (BRA)              | 116.                                |
| 116                                 | José Manuel Aramayo (BOL)           | DNF-4                               |

| Sidi Ali-Unlock Team SUT | Sidi Ali-Unlock Team SUT | Sidi Ali-Unlock Team SUT |
| ------------------------ | ------------------------ | ------------------------ |
| Nr.                      | Rytter                   | Placering                |
| 121                      | Vladimir López (COL)     | 66.                      |
| 122                      | Hernán Darío Gómez (COL) | 72.                      |
| 123                      | Kamal Mahroug (MAR)      | 98.                      |
| 124                      | Mounir El Azhari (MAR)   | DNF-2                    |
| 125                      | Alejandro Gainza (ESP)   | HD-6                     |
| 126                      | Nikolaos Zegklis (GRE)   | HD-6                     |

| Team Saitel TSA | Team Saitel TSA           | Team Saitel TSA |
| --------------- | ------------------------- | --------------- |
| Nr.             | Rytter                    | Placering       |
| 131             | Carlos Andrés Parra (COL) | 52.             |
| 132             | Diego Ochoa (COL)         | 94.             |
| 133             | Cristian Tobar (COL)      | 46.             |
| 134             | Franklin Revelo (ECU)     | 77.             |
| 135             | Erik Caiza (ECU)          | 78.             |
| 136             | Alejandro Pita (ECU)      | 120.            |

| NU Colombia TNC | NU Colombia TNC                      | NU Colombia TNC |
| --------------- | ------------------------------------ | --------------- |
| Nr.             | Rytter                               | Placering       |
| 141             | Sergio Henao (COL)                   | 14.             |
| 142             | Rodrigo Contreras (COL)              | 1.              |
| 143             | Cristian Camilo Muñoz (COL)          | 28.             |
| 144             | Daniel Muñoz (COL)                   | 47.             |
| 145             | Daniel Alejandro Méndez Noreña (COL) | 9.              |
| 146             | Óscar Quiroz (COL)                   | 76.             |

| Team Sistecrédito ESC | Team Sistecrédito ESC      | Team Sistecrédito ESC |
| --------------------- | -------------------------- | --------------------- |
| Nr.                   | Rytter                     | Placering             |
| 151                   | Yeison Reyes (COL)         | 10.                   |
| 152                   | Sebastián Castaño (COL)    | 40.                   |
| 153                   | Kevin Castillo (COL)       | 26.                   |
| 154                   | Juan Diego Guerrero (COL)  | 30.                   |
| 155                   | Juan Diego Hoyos (COL)     | 54.                   |
| 156                   | David Santiago Gómez (COL) | 70.                   |

| Orgullo Paisa EOP | Orgullo Paisa EOP         | Orgullo Paisa EOP |
| ----------------- | ------------------------- | ----------------- |
| Nr.               | Rytter                    | Placering         |
| 161               | José Tito Hernández (COL) | DNF-5             |
| 162               | Danny Osorio (COL)        | 32.               |
| 163               | Alexander Gil (COL)       | 37.               |
| 164               | Johan Colón (COL)         | 101.              |
| 165               | Juan Tito Rendón (COL)    | DNS-3             |
| 166               | Cesar Paulo Pantoja (COL) | 64.               |

| GW-Shimano ___ | GW-Shimano ___                    | GW-Shimano ___ |
| -------------- | --------------------------------- | -------------- |
| Nr.            | Rytter                            | Placering      |
| 171            | Alejandro Osorio (COL) (landevej) | 33.            |
| 172            | Andrés Pinzon Villalba (COL)      | 20.            |
| 173            | Adrián Bustamante (COL)           | 25.            |
| 174            | Daniel Arroyave Cañas (COL)       | 89.            |
| 175            | Diego Pescador (COL)              | 23.            |
| 176            | Brandon Rojas Vega (COL)          | 17.            |

| Colombia Potencia de la Vida-Strongman CPM | Colombia Potencia de la Vida-Strongman CPM | Colombia Potencia de la Vida-Strongman CPM |
| ------------------------------------------ | ------------------------------------------ | ------------------------------------------ |
| Nr.                                        | Rytter                                     | Placering                                  |
| 181                                        | Yeisson Casallas (COL)                     | 16.                                        |
| 182                                        | Jhojan García (COL)                        | 74.                                        |
| 183                                        | Iván Arturo Ojeda (COL)                    | 71.                                        |
| 184                                        | Freddy Ávila Avendaño (COL)                | 61.                                        |
| 185                                        | Marlon Diagama (COL)                       | 81.                                        |
| 186                                        | César David Guavita (COL)                  | 39.                                        |

| Colombia COL | Colombia COL      | Colombia COL |
| ------------ | ----------------- | ------------ |
| Nr.          | Rytter            | Placering    |
| 191          | Egan Bernal       | 5.           |
| 192          | Hugo Rodriguez    | 56.          |
| 193          | Brandon Rivera    | 19.          |
| 195          | Jhonatan Restrepo | 43.          |
| 196          | Juan Diego Alba   | 48.          |

| Brasilien BRA | Brasilien BRA       | Brasilien BRA |
| ------------- | ------------------- | ------------- |
| Nr.           | Rytter              | Placering     |
| 201           | Nícolas Sessler     | 51.           |
| 202           | André Gohr          | 104.          |
| 203           | Euller Rabelo       | 92.           |
| 204           | Victor Paula        | 86.           |
| 205           | Werik Kaua Domingos | HD-2          |
| 206           | Andrey Braguini     | 119.          |

| Estland EST | Estland EST    | Estland EST |
| ----------- | -------------- | ----------- |
| Nr.         | Rytter         | Placering   |
| 211         | Martin Laas    | 107.        |
| 212         | Martti Lenzius | 123.        |
| 213         | Markus Pajur   | 88.         |
| 214         | Lauri Tamm     | DNF-6       |
| 215         | Norman Vahtra  | 113.        |
| 216         | Rait Ärm       | 91.         |

| Ecuador ECU | Ecuador ECU               | Ecuador ECU |
| ----------- | ------------------------- | ----------- |
| Nr.         | Rytter                    | Placering   |
| 221         | Byron Guamá               | DNF-5       |
| 222         | Jymmi Santiago Montenegro | 36.         |
| 223         | Wilson Haro               | 35.         |
| 224         | Richard Huera             | 49.         |
| 225         | Bryan Obando              | 105.        |
| 226         | David Villarreal          | 90.         |

| Venezuela VEN | Venezuela VEN    | Venezuela VEN |
| ------------- | ---------------- | ------------- |
| Nr.           | Rytter           | Placering     |
| 231           | Jhonny Araujo    | 122.          |
| 232           | Jeison Rujano    | 68.           |
| 233           | Yurgen Ramírez   | DNF-2         |
| 234           | Luis Mora        | 50.           |
| 235           | Enmanuel Viloria | 124.          |
| 236           | Luis Pinto       | 100.          |

| Movistar Team MOV | Movistar Team MOV           | Movistar Team MOV |
| ----------------- | --------------------------- | ----------------- |
| Nr.               | Rytter                      | Placering         |
| 1                 | Nairo Quintana (COL)        | 21.               |
| 2                 | Fernando Gaviria (COL)      | 108.              |
| 3                 | Vinicius Rangel Costa (BRA) | 31.               |
| 4                 | Sergio Samitier (ESP)       | 83.               |
| 5                 | Iván Sosa (COL)             | 7.                |
| 6                 | Albert Torres (ESP)         | 87.               |

| EF Education-EasyPost EFE | EF Education-EasyPost EFE        | EF Education-EasyPost EFE |
| ------------------------- | -------------------------------- | ------------------------- |
| Nr.                       | Rytter                           | Placering                 |
| 11                        | Rigoberto Urán (COL)             | 4.                        |
| 12                        | Richard Carapaz (ECU)            | 2.                        |
| 14                        | Jefferson Alexander Cepeda (ECU) | 11.                       |
| 15                        | Esteban Chaves (COL)             | 8.                        |
| 16                        | Andrea Piccolo (ITA)             | 41.                       |

| Astana Qazaqstan Team AST | Astana Qazaqstan Team AST         | Astana Qazaqstan Team AST |
| ------------------------- | --------------------------------- | ------------------------- |
| Nr.                       | Rytter                            | Placering                 |
| 21                        | Mark Cavendish (GBR)              | 121.                      |
| 22                        | Cees Bol (NED)                    | 79.                       |
| 23                        | Harold Martín López (ECU)         | 18.                       |
| 24                        | Aleksej Lutsenko (KAZ) (landevej) | 29.                       |
| 25                        | Michael Mørkøv (DEN)              | DNF-5                     |
| 26                        | Harold Tejada (COL)               | 6.                        |

| Bingoal WB BWB | Bingoal WB BWB            | Bingoal WB BWB |
| -------------- | ------------------------- | -------------- |
| Nr.            | Rytter                    | Placering      |
| 31             | Davide Persico (ITA)      | 102.           |
| 32             | Dimitri Peyskens (BEL)    | 55.            |
| 33             | Lennert Teugels (BEL)     | 63.            |
| 34             | Aaron Van der Beken (BEL) | 27.            |
| 35             | Michiel Lambrecht (BEL)   | 65.            |
| 36             | Milan Lanhove (BEL)       | 99.            |

| Team Corratec-Vini Fantini COR | Team Corratec-Vini Fantini COR | Team Corratec-Vini Fantini COR |
| ------------------------------ | ------------------------------ | ------------------------------ |
| Nr.                            | Rytter                         | Placering                      |
| 41                             | Niccolò Bonifazio (ITA)        | 44.                            |
| 42                             | Davide Baldaccini (ITA)        | 69.                            |
| 43                             | Lorenzo Quartucci (ITA)        | 82.                            |
| 44                             | Attilio Viviani (ITA)          | 109.                           |
| 45                             | Giulio Masotto (ITA)           | 110.                           |
| 46                             | Mark Stewart (GBR)             | 96.                            |

| Team Medellín MED | Team Medellín MED    | Team Medellín MED |
| ----------------- | -------------------- | ----------------- |
| Nr.               | Rytter               | Placering         |
| 51                | Óscar Sevilla (ESP)  | DNS-4             |
| 52                | Brayan Sánchez (COL) | DNF-5             |
| 53                | Fabio Duarte (COL)   | 53.               |
| 54                | Javier Jamaica (COL) | 12.               |
| 55                | Wilmar Paredes (COL) | 22.               |
| 56                | Julián Cardona (COL) | 58.               |

| Team Banco Guayaquil-Bianchi BGB | Team Banco Guayaquil-Bianchi BGB | Team Banco Guayaquil-Bianchi BGB |
| -------------------------------- | -------------------------------- | -------------------------------- |
| Nr.                              | Rytter                           | Placering                        |
| 61                               | Aldemar Reyes (COL)              | 13.                              |
| 62                               | Robinson Chalapud (COL)          | 42.                              |
| 63                               | Cristian Pita (ECU)              | 106.                             |
| 64                               | David Caicedo (ECU)              | 97.                              |
| 65                               | Alexis Quinteros (ECU)           | 59.                              |
| 66                               | Miguel Flórez López (COL)        | 73.                              |

| Universe Cycling Team UNI | Universe Cycling Team UNI | Universe Cycling Team UNI |
| ------------------------- | ------------------------- | ------------------------- |
| Nr.                       | Rytter                    | Placering                 |
| 71                        | Lars Quaedvlieg (NED)     | 62.                       |
| 72                        | Bart Buijk (NED)          | DNF-4                     |
| 73                        | Kenny Nijssen (NED)       | 45.                       |
| 74                        | Tom Wijfje (NED)          | HD-4                      |
| 75                        | Jip Steman (NED)          | 60.                       |
| 76                        | Rick Nobel (NED)          | 118.                      |

| Canel's-Java CAJ | Canel's-Java CAJ      | Canel's-Java CAJ |
| ---------------- | --------------------- | ---------------- |
| Nr.              | Rytter                | Placering        |
| 81               | Heiner Parra (COL)    | 38.              |
| 82               | Efrén Santos (MEX)    | 57.              |
| 83               | Pablo Alarcón (CHI)   | 103.             |
| 84               | Kevin Jiménez (MEX)   | 84.              |
| 85               | Ignacio Prado (MEX)   | 93.              |
| 86               | Cormac McGeough (IRL) | 112.             |

| Panamá es Cultura y Valores PCV | Panamá es Cultura y Valores PCV | Panamá es Cultura y Valores PCV |
| ------------------------------- | ------------------------------- | ------------------------------- |
| Nr.                             | Rytter                          | Placering                       |
| 91                              | Christofer Jurado (PAN)         | 80.                             |
| 92                              | Franklin Archibold (PAN)        | 75.                             |
| 93                              | Bolivar Espinosa (PAN)          | 111.                            |
| 94                              | Randish Abdul Lorenzo (PAN)     | 115.                            |
| 95                              | Alex Strah (PAN)                | -6                              |
| 96                              | Hassan Felipe Chan (PAN)        | 117.                            |

| Petrolike PTL | Petrolike PTL          | Petrolike PTL |
| ------------- | ---------------------- | ------------- |
| Nr.           | Rytter                 | Placering     |
| 101           | Jonathan Caicedo (ECU) | 3.            |
| 102           | Diego Camargo (COL)    | 34.           |
| 103           | Nelson Soto (COL)      | 95.           |
| 104           | José Ramon Muñiz (MEX) | 15.           |
| 105           | Edgar Cadena (MEX)     | 24.           |
| 106           | Bernardo Suaza (COL)   | 67.           |

| Swift Carbon Pro Cycling Brasil SCP | Swift Carbon Pro Cycling Brasil SCP | Swift Carbon Pro Cycling Brasil SCP |
| ----------------------------------- | ----------------------------------- | ----------------------------------- |
| Nr.                                 | Rytter                              | Placering                           |
| 111                                 | Laureano Rosas (ARG)                | 85.                                 |
| 112                                 | Lauro Chaman (BRA)                  | 114.                                |
| 113                                 | Maicke Monteiro (BRA)               | DNF-2                               |
| 114                                 | Alessandro Guimarães (BRA)          | 125.                                |
| 115                                 | João Pedro Rossi (BRA)              | 116.                                |
| 116                                 | José Manuel Aramayo (BOL)           | DNF-4                               |

| Sidi Ali-Unlock Team SUT | Sidi Ali-Unlock Team SUT | Sidi Ali-Unlock Team SUT |
| ------------------------ | ------------------------ | ------------------------ |
| Nr.                      | Rytter                   | Placering                |
| 121                      | Vladimir López (COL)     | 66.                      |
| 122                      | Hernán Darío Gómez (COL) | 72.                      |
| 123                      | Kamal Mahroug (MAR)      | 98.                      |
| 124                      | Mounir El Azhari (MAR)   | DNF-2                    |
| 125                      | Alejandro Gainza (ESP)   | HD-6                     |
| 126                      | Nikolaos Zegklis (GRE)   | HD-6                     |

| Team Saitel TSA | Team Saitel TSA           | Team Saitel TSA |
| --------------- | ------------------------- | --------------- |
| Nr.             | Rytter                    | Placering       |
| 131             | Carlos Andrés Parra (COL) | 52.             |
| 132             | Diego Ochoa (COL)         | 94.             |
| 133             | Cristian Tobar (COL)      | 46.             |
| 134             | Franklin Revelo (ECU)     | 77.             |
| 135             | Erik Caiza (ECU)          | 78.             |
| 136             | Alejandro Pita (ECU)      | 120.            |

| NU Colombia TNC | NU Colombia TNC                      | NU Colombia TNC |
| --------------- | ------------------------------------ | --------------- |
| Nr.             | Rytter                               | Placering       |
| 141             | Sergio Henao (COL)                   | 14.             |
| 142             | Rodrigo Contreras (COL)              | 1.              |
| 143             | Cristian Camilo Muñoz (COL)          | 28.             |
| 144             | Daniel Muñoz (COL)                   | 47.             |
| 145             | Daniel Alejandro Méndez Noreña (COL) | 9.              |
| 146             | Óscar Quiroz (COL)                   | 76.             |

| Team Sistecrédito ESC | Team Sistecrédito ESC      | Team Sistecrédito ESC |
| --------------------- | -------------------------- | --------------------- |
| Nr.                   | Rytter                     | Placering             |
| 151                   | Yeison Reyes (COL)         | 10.                   |
| 152                   | Sebastián Castaño (COL)    | 40.                   |
| 153                   | Kevin Castillo (COL)       | 26.                   |
| 154                   | Juan Diego Guerrero (COL)  | 30.                   |
| 155                   | Juan Diego Hoyos (COL)     | 54.                   |
| 156                   | David Santiago Gómez (COL) | 70.                   |

| Orgullo Paisa EOP | Orgullo Paisa EOP         | Orgullo Paisa EOP |
| ----------------- | ------------------------- | ----------------- |
| Nr.               | Rytter                    | Placering         |
| 161               | José Tito Hernández (COL) | DNF-5             |
| 162               | Danny Osorio (COL)        | 32.               |
| 163               | Alexander Gil (COL)       | 37.               |
| 164               | Johan Colón (COL)         | 101.              |
| 165               | Juan Tito Rendón (COL)    | DNS-3             |
| 166               | Cesar Paulo Pantoja (COL) | 64.               |

| GW-Shimano ___ | GW-Shimano ___                    | GW-Shimano ___ |
| -------------- | --------------------------------- | -------------- |
| Nr.            | Rytter                            | Placering      |
| 171            | Alejandro Osorio (COL) (landevej) | 33.            |
| 172            | Andrés Pinzon Villalba (COL)      | 20.            |
| 173            | Adrián Bustamante (COL)           | 25.            |
| 174            | Daniel Arroyave Cañas (COL)       | 89.            |
| 175            | Diego Pescador (COL)              | 23.            |
| 176            | Brandon Rojas Vega (COL)          | 17.            |

| Colombia Potencia de la Vida-Strongman CPM | Colombia Potencia de la Vida-Strongman CPM | Colombia Potencia de la Vida-Strongman CPM |
| ------------------------------------------ | ------------------------------------------ | ------------------------------------------ |
| Nr.                                        | Rytter                                     | Placering                                  |
| 181                                        | Yeisson Casallas (COL)                     | 16.                                        |
| 182                                        | Jhojan García (COL)                        | 74.                                        |
| 183                                        | Iván Arturo Ojeda (COL)                    | 71.                                        |
| 184                                        | Freddy Ávila Avendaño (COL)                | 61.                                        |
| 185                                        | Marlon Diagama (COL)                       | 81.                                        |
| 186                                        | César David Guavita (COL)                  | 39.                                        |

| Colombia COL | Colombia COL      | Colombia COL |
| ------------ | ----------------- | ------------ |
| Nr.          | Rytter            | Placering    |
| 191          | Egan Bernal       | 5.           |
| 192          | Hugo Rodriguez    | 56.          |
| 193          | Brandon Rivera    | 19.          |
| 195          | Jhonatan Restrepo | 43.          |
| 196          | Juan Diego Alba   | 48.          |

| Brasilien BRA | Brasilien BRA       | Brasilien BRA |
| ------------- | ------------------- | ------------- |
| Nr.           | Rytter              | Placering     |
| 201           | Nícolas Sessler     | 51.           |
| 202           | André Gohr          | 104.          |
| 203           | Euller Rabelo       | 92.           |
| 204           | Victor Paula        | 86.           |
| 205           | Werik Kaua Domingos | HD-2          |
| 206           | Andrey Braguini     | 119.          |

| Estland EST | Estland EST    | Estland EST |
| ----------- | -------------- | ----------- |
| Nr.         | Rytter         | Placering   |
| 211         | Martin Laas    | 107.        |
| 212         | Martti Lenzius | 123.        |
| 213         | Markus Pajur   | 88.         |
| 214         | Lauri Tamm     | DNF-6       |
| 215         | Norman Vahtra  | 113.        |
| 216         | Rait Ärm       | 91.         |

| Ecuador ECU | Ecuador ECU               | Ecuador ECU |
| ----------- | ------------------------- | ----------- |
| Nr.         | Rytter                    | Placering   |
| 221         | Byron Guamá               | DNF-5       |
| 222         | Jymmi Santiago Montenegro | 36.         |
| 223         | Wilson Haro               | 35.         |
| 224         | Richard Huera             | 49.         |
| 225         | Bryan Obando              | 105.        |
| 226         | David Villarreal          | 90.         |

| Venezuela VEN | Venezuela VEN    | Venezuela VEN |
| ------------- | ---------------- | ------------- |
| Nr.           | Rytter           | Placering     |
| 231           | Jhonny Araujo    | 122.          |
| 232           | Jeison Rujano    | 68.           |
| 233           | Yurgen Ramírez   | DNF-2         |
| 234           | Luis Mora        | 50.           |
| 235           | Enmanuel Viloria | 124.          |
| 236           | Luis Pinto       | 100.          |